# Inga Rhonda King
Inga Rhonda King, ook bekend als I. Rhonda King (Curaçao, 21 april 1960) is een Saint Vincentiaans accountant, docent en publicist. Sedert september 2013 is zij permanent vertegenwoordiger van Saint Vincent en de Grenadines bij de Verenigde Naties (VN).

## Leven
King werd geboren in Curaçao met de Vincentiaanse nationaliteit en groeide op in Saint Vincent. Aan de State University of New York behaalde ze een Bachelor of Science in scheikunde en wiskunde.
Ruim twee decennia was King werkzaam in de private sector als gecertificeerd accountant, financieel manager en ondernemingsstrateeg. Ze woonde en werkte in diverse landen in het Caribisch Gebied. Van 2002 tot 2003 doceerde ze Engels als vreemde taal in China.
King publiceerde in 2003 haar autobiografie onder de titel Dagboek van een overbodige vrouw. Hierin vertelt ze haar ervaring met borstkanker. Hierna volgde nog een drietal publicaties, waaronder The Green Legacy of Saint Vincent and the Grenadines. In deze publicatie vertelt King over de uit 1791 daterende Vincentiaanse wetgeving tegen ontbossing en over de botanische tuin van Saint Vincent, de oudste op het Westelijk halfrond.
In 2006 startte King in Saint Vincent Strategy Forum Inc. (SFI Books), een onafhankelijke uitgeverij van geïllustreerde boeken. Ze was ook actief als illustrator. Van 2011 tot 2013 was zij voorzitter van het Agentschap voor de bevordering van investeringen in Saint Vincent en de Grenadines. Ze werd ook benoemd tot honorair consul van Portugal.
Per 1 september 2013 werd King door premier Ralph Gonsalves benoemd tot permanent vertegenwoordiger van Saint Vincent en de Grenadines bij de Verenigde Naties. Zij volgde Camillo Gonsalves, zoon van Ralph Gonsalves, op. Van 2014 tot juli 2018 trad zij op als voorzitter van het Island Women Open Netwerk (IWON). Dit netwerk moet als onderdeel van het energie- en klimaatplatform van de Small Island Development States (SIDSDOCK) toezien op gendergelijkheid in de hernieuwbare-energiesector van deze eilandstaten. Sedert 2016 fungeert zij in de VN Veiligheidsraad als voorzitter en woordvoerder van het blok van ontwikkelingslanden, bekend als de L.69-groep. Ambassadeur King werd op 26 juli 2018 voor de termijn van een jaar de vierenzeventigste voorzitter van de Economische en Sociale Raad van de Verenigde Naties (ECOSOC).

## Publicaties
- Journal of a Superfluous Woman: A Collection of Essays (2003), ISBN 0595295533
- Caribbean Sense of Life: A Photographic Narrative (2009)
- The Green Legacy of Saint Vincent and the Grenadines (2011), ISBN 978-0-9824215-2-9;
- A Tiny Slice of Caribbean Life: Portrait of a Vincy Woman (2011)